# کرمسمونستر
کرمسمونستر (به آلمانی: Kremsmünster) یک منطقه مسکونی در اتریش است که در ناحیه کیرشدروف آن در کرمس واقع شده‌است.

## خصوصیات
کرمسمونستر، ۴۲٫۱ کیلومترمربع مساحت دارد  ۳۸۴ متر بالاتر از سطح دریا واقع شده‌است.